# Paradoxophyla palmata
Paradoxophyla palmata es una especie de anfibio anuro de la familia Microhylidae.
Se encuentra en el este de Madagascar hasta los 950 m de altitud.